# DJ Snake
William Sami Etienne Grigahcine (født 13. juni 1986), bedre kendt som DJ Snake er en fransk DJ og musikproducer. DJ Snake er en Grammy Award-nomineret producer, der debuterede på den internationale musikscene med sangene "Bird Machine" og "Turn Down For What" i 2013. Siden da, har DJ Snake blandt andet medvirket på hittene "Lean On" sammen med Major Lazer og den danske sangerinde MØ.
DJ Snake har på sine egne udgivelser over 1 milliard streams på Spotify og har senest hittet med "Let Me Love You" med Justin Bieber.
I 2018 udgav DJ Snake den latinske hit "Taki Taki" med Selena Gomez, Ozuna og Cardi B. Musik Videoen til "Taki Taki" har indtil videre 1.2 milliarder visninger på YouTube og 650 millioner streams på Spotify.

## Diskografi
- Encore (2016)
- Carte Blanche (2019)